# Пьяндимелето
Пьяндимелето (итал. Piandimeleto) — коммуна в Италии, располагается в регионе Марке, в провинции Пезаро-э-Урбино.
Население составляет 2097 человек (2008 г.), плотность населения составляет 52 чел./км². Занимает площадь 40 км². Почтовый индекс — 61026. Телефонный код — 0722.
Покровителем коммуны почитается священномученик Власий Севастийский (San Biagio), празднование 3 февраля.

## Демография
Динамика населения:

## Администрация коммуны
- Официальный сайт: http://www.comune.piandimeleto.pu.it/